# Symplocos rizzinii
Symplocos rizzinii är en tvåhjärtbladig växtart som beskrevs av P. Occhioni. Symplocos rizzinii ingår i släktet Symplocos och familjen Symplocaceae. Inga underarter finns listade i Catalogue of Life.